# Oggetti non stellari nella costellazione della Lince
Principali oggetti non stellari presenti nella costellazione della Lince.

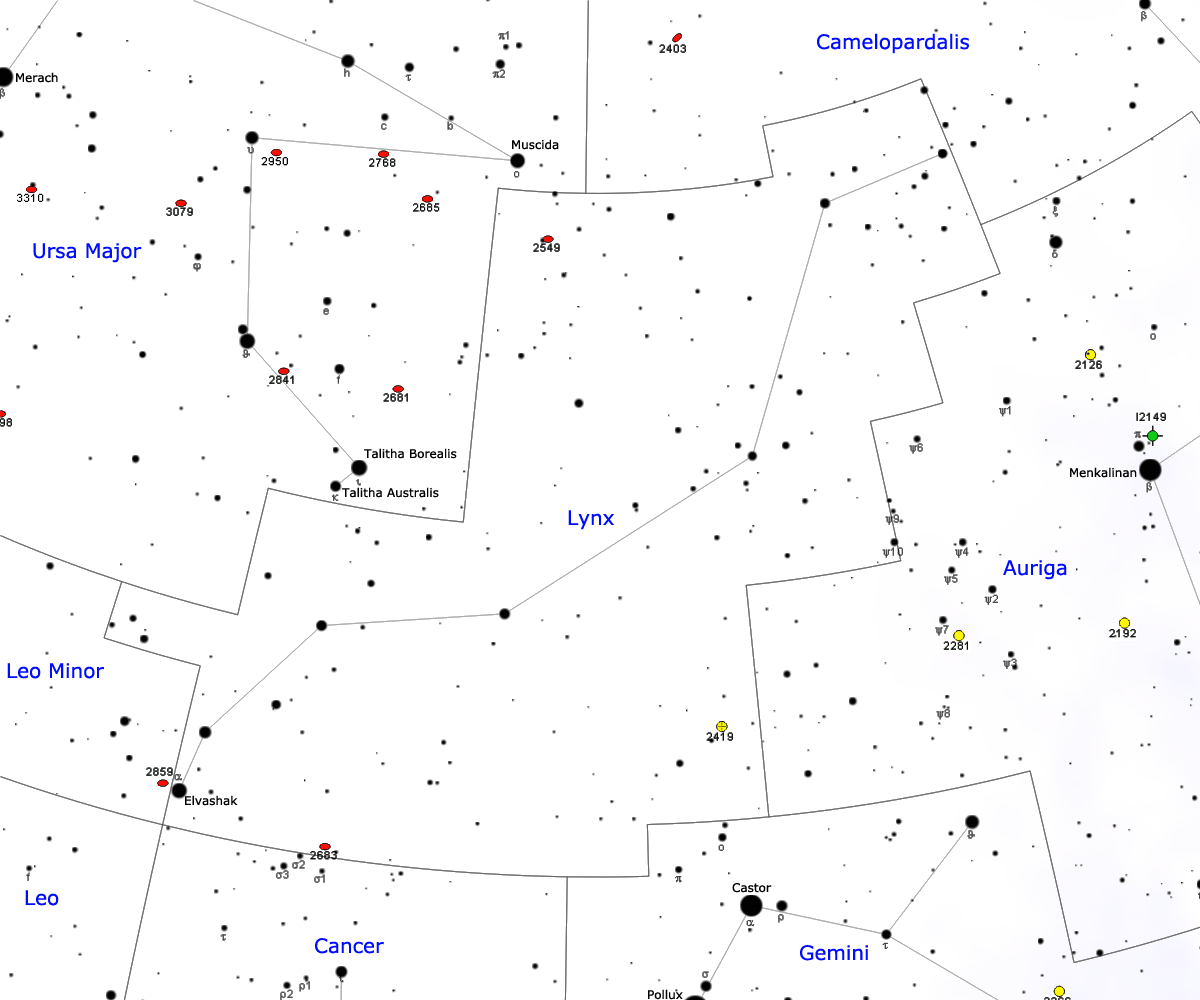
Mappa della costellazione della Lince.

## Ammassi globulari
- NGC 2419

## Nebulose planetarie
- PK 164+31.1

## Galassie
- NGC 2273
- NGC 2308
- NGC 2315
- NGC 2320
- NGC 2321
- NGC 2322
- NGC 2326
- NGC 2326A
- NGC 2329
- NGC 2330
- NGC 2332
- NGC 2334
- NGC 2337
- NGC 2340
- NGC 2344
- NGC 2424
- NGC 2426
- NGC 2429
- NGC 2431
- NGC 2444
- NGC 2445
- NGC 2446
- NGC 2456
- NGC 2457
- NGC 2458
- NGC 2462
- NGC 2463
- NGC 2468
- NGC 2469
- NGC 2472
- NGC 2473
- NGC 2474
- NGC 2475
- NGC 2476
- NGC 2484
- NGC 2488
- NGC 2493
- NGC 2495
- NGC 2497
- NGC 2500
- NGC 2504
- NGC 2518
- NGC 2521
- NGC 2524
- NGC 2528
- NGC 2532
- NGC 2534
- NGC 2537
- NGC 2541
- NGC 2543
- NGC 2549
- NGC 2552
- NGC 2638
- NGC 2649
- NGC 2683
- UGC 4904

## Gruppi di galassie
- Gruppo di NGC 2273
- Gruppo di NGC 2415
- Gruppo di NGC 2841

## Ammassi e superammassi di galassie
- 2XMM J083026+524133
- Abell 569
- Abell 576
- Abell 611
- MACS J0744.9+3927
- Superammasso della Lince

## Quasar
- B3 0727+409